# Cerkiew Przemienienia Pańskiego w Mokrem
Cerkiew Przemienienia Pańskiego w Mokrem – murowana parafialna cerkiew greckokatolicka, zbudowana w 1992, znajdująca się w Mokrem.

## Historia obiektu
W 1921 Mokre liczyło 564 mieszkańców w tym 532 pochodzenia łemkowskiego wyznania greckokatolickiego. W 1947 znaczna część z nich została wysiedlona oprócz zatrudnionych na kopalni, w leśnictwie i na kolei. Wielu wysiedlonych wróciło po 1956. W latach 1991–92 wybudowano pierwszą w Mokrem świątynię, cerkiew greckokatolicką pw. Przemienienia Pańskiego, którą poświęcono 20 sierpnia 1992 jako cerkiew parafialną. W latach 2005–2006 przeprowadzono remont świątyni i dzwonnicy. Polichromię wykonał Marek Fabian.

## Architektura i wyposażenie
Budowla murowana, otynkowana. 
Wewnątrz znajduje się trójsferyczny ikonostas z 1900 pochodzący ze wsi Stubienko przekazany parafii w depozyt przez Dział Sztuki Cerkiewnej Muzeum-Zamku w Łańcucie. Wnętrze bogato polichromowane z motywami roślinnymi (owocującej winorośli właściwej, lilii białej, akantu i róży Rosa występującej m.in. w formie płaskorzeźby na żyrandolu).

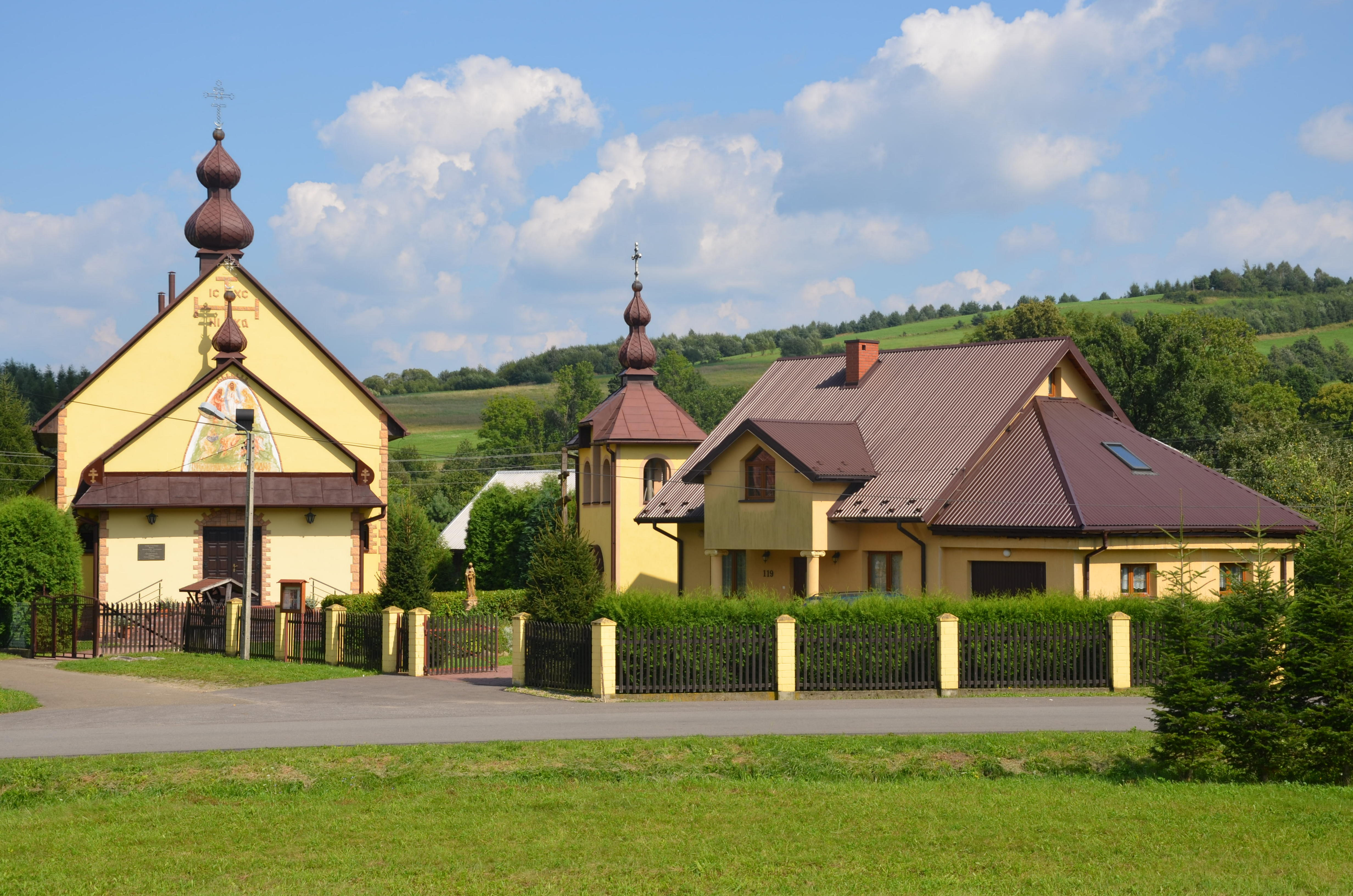
Elewacja frontowa z dzwonnicą
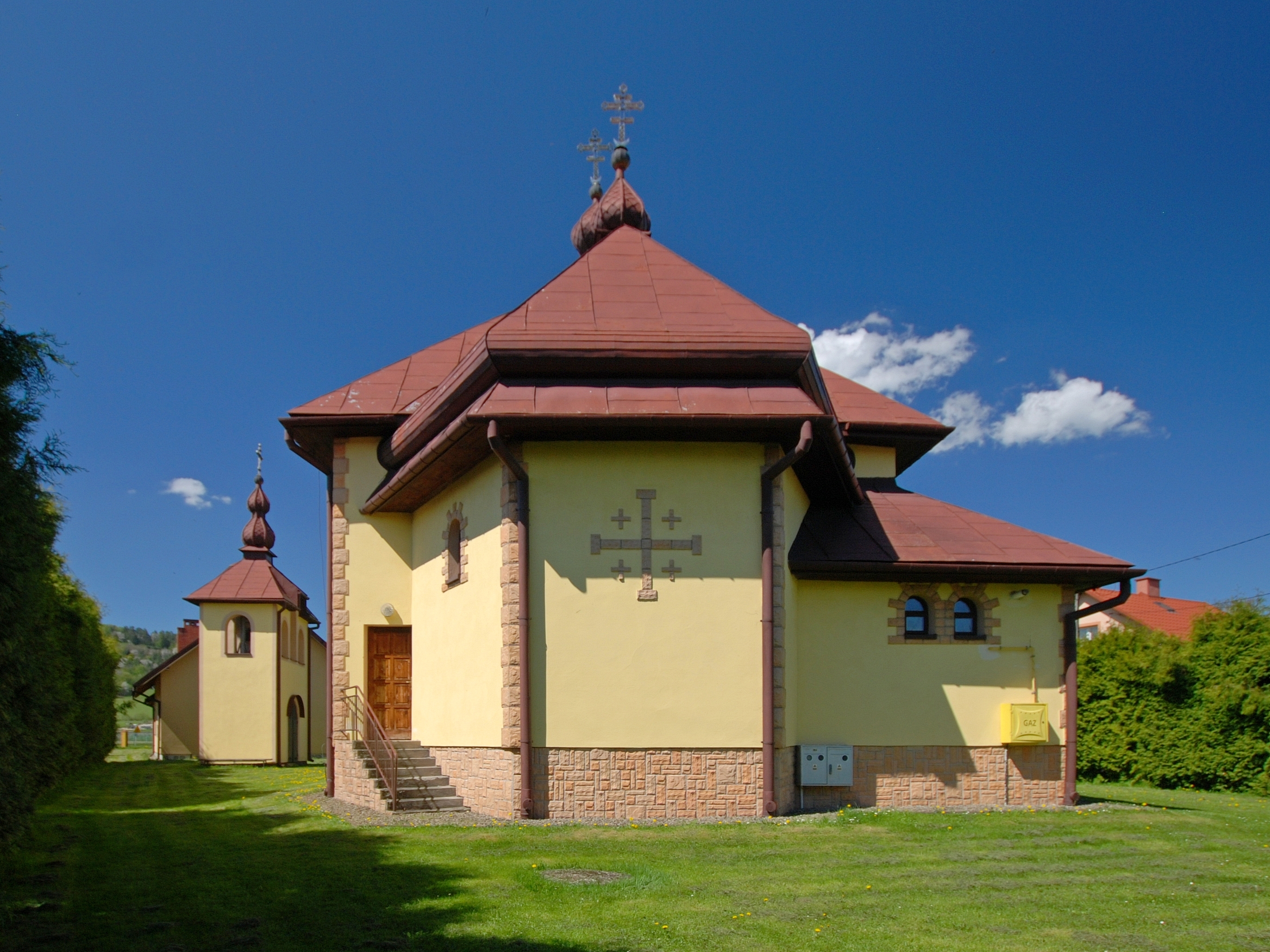
Widok od strony prezbiterium
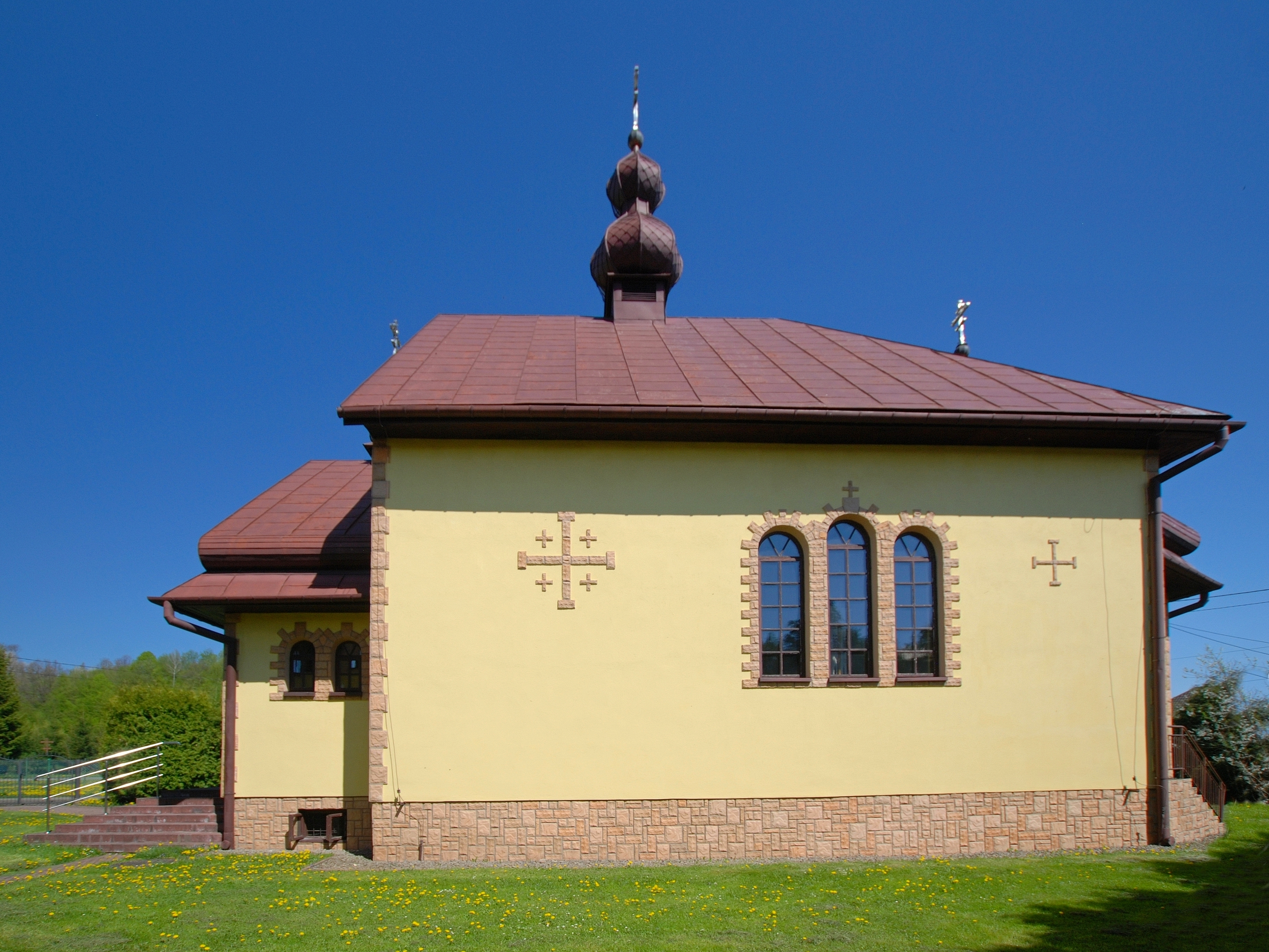
Elewacja boczna

## Wokół cerkwi
Obok świątyni znajduje się murowana dzwonnica, nakryta czterospadowym dachem zwieńczonym kopułą. 